# Пісні Української революції (альбом)
«Пісні Української революції» — музичний альбом гурту «Хорея Козацька», випущений у 2019 році. Аудіо-альбом є спільним проектом Українського інституту національної пам’яті, народного артиста Тараса Компаніченка та гурту «Хорея Козацька», присвячений 100-річчю Української революції.

## Про альбом
Авторами більшості пісень, що увійшли до альбому, є класики української літератури, такі як Олександр Олесь, Грицько Чупринка, Микола Вороний, Христя Алчевська та ін. Композитори – Кирило Стеценко, Микола Леонтович, Олександр Кошиць, Яків Степовий, Павло Сениця, Костянтин Богуславський, Левко Ревуцький.
Музикант, кобзар, лідер гурту «Хорея Козацька» Тарас Компаніченко розповідає: «Твори, що увійшли до цієї музичної збірки – це частка моєї тридцятилітньої праці пошуку правдивих музичних пам'яток про ту, унікальну своїм національним пробудженням, епоху. Усі ці твори були активно співані на великих і малих сценах України в часі 1917-21 років на урочистих подіях, військових мітингах, при відновленні «Просвіт», відкритті гімназій та університетів. Пісні починали й завершували усі урочисті академії, святочні зібрання. Їх співали на воєнних позиціях, на шикуванні  військ; вони співались кобзарями, артистами-бандуристами, оперними співаками, просвітянськими, військовими, міськими, студентськими хорами, Українською Республіканською Капелою та Українським Національним Хором. Багато творів були забуті і не звучали в Україні майже століття». 

## Учасники проекту
- Тарас Компаніченко (кобза Вересая, спів).
- Сергій Охрімчук (скрипка, спів).
- Северин Данилейко (віолончель, спів).
- Михайло Качалов (фідель, спів).
- Максим Бережнюк (сопілки, сурма, дерев'яні флейти, кларнет, спів)
- Ярослав Крисько (старосвітська бандура, барабан, спів).

#### Запрошені музиканти
- Іванна Данилейко (спів (альт))
- Олена Нагорна (спів (сопрано))
- Павло Лисий (фортепіано)

## Композиції

### Диск перший
1. Народний гимн «Ще не вмерла Україна» (слова Павла Чубинського і Тараса Шевченка, музика народна з Кубані)
2. Національний гимн «Не пора, не пора!» (слова Івана Франка, музика Дениса Січинського)
3. Гимн «Вкраїно-мати, кат сконав!» (слова Спиридона Черкасенка, музика Кирила Стеценка)
4. «Гей, вкраїнці, єще наша живе річ святая!» (слова Аркадія Йоніна, музика невідомого автора, від бандуриста Ігоря Рачка)
5. Народний марш «Гей не дивуйте, добрії люди» (слова Христі Алчевської, музика народна)
6. «Заповіт» (слова Тараса Шевченка, музика Гордія Гладкого в обробці Олександра Кошиця)
7. Марш українських соколів «До волі з неволі» (слова і музика Ярослава Ярославенка)
8. Запорозький марш «Гей нум, братці, всі до зброї!» (слова і музика Марка Кропивницького в музичній обробці Миколи Леонтовича)
9. «Засяло сонце золоте» (слова Сергія Пилипенка, музика Івана Недільського)
10. «Накрила нічка» (слова і музика Романа Купчинського)
11. «Як упав же він з коня» (слова Павла Тичини, музика народна)
12. Гимн «Вічний революцьонер» (слова Івана Франка, музика Миколи Лисенка)
13. «Живи, Україно!» (слова Олександра Олеся, музика Кирила Стеценка)
14. Марш «Стяг» (слова Бориса Грінченка, музика народна, реконструкція Тараса Компаніченка)

### Диск другий
1. «Од синього Дону до сивих Карпат» (слова Олекси Кобця-Варавви, музика Михайла Гайворонського)
2. «Чи то буря, чи то грім?» (слова і музика Богдана Лепкого)
3. «За рідний край» (слова Романа Купчинського, музика Михайла Гайворонського)
4. «Пісня про Петлюру» (слова та музика Василя Ємця)
5. «Покинь, мій синочку, ридати» (слова Олександра Олеся, музика Кирила Стеценка)
6. Гимн Українських січових стрільців «Ой у лузі червона калина» (слова Степана Чарнецького і Григорія-Андрія Труха, музика невідомого автора в обробці Олександра Кошиця)
7. Марш «Наша славна Україна» (слова та музика Володимира Самійленка)
8. «Для всіх ти мертва і смішна» (слова Олександра Олеся, музика Якова Степового)
9. «Сидів орел на степовій могилі» (слова Бориса Грінченка, музика народна, від бандуриста Ігоря Рачка)
10. Запорозький марш «Гей, за наш рідний край!» (слова Володимира Самійленка, музика Миколи Лисенка)
11. «Гайдамацька пісня» (слова Спиридона Черкасенка, музика Кирила Стеценка)
12. Марш «За Україну з вогнем завзяття» (слова Миколи Вороного, музика Ярослава Ярославенка)
13. Український національний гимн «Ще не вмерла Україна» (слова Павла Чубинського, музика Михайла Вербицького)